# Iordan Iovkov
Iordan Iovkov (în bulgară Йордан Йовков, n. 9 noiembrie 1880, Jeravna, Rumelia Orientală – d. 15 octombrie 1937, Plovdiv, Regatul Bulgariei) a fost un scriitor bulgar.
Este considerat unul dintre cei mai buni scriitori din țara sa din perioada interbelică. A realizat o adevărată frescă socială, descriind în special viața rurală și cea a soldaților participanți la război.

## Opera
- 1917, 1918: Povestiri ("Разкази")
- 1920: Secerătorul ("Жетварят")
- 1926: Ultima bucurie ("Последна радост")
- 1927: Legende din Stara Planina ("Старопланински легенди")
- 1928: Nopți la hanul din Antimovo ("Вечери в Антимовския хан")
- 1930: Milionarul ("Милионерът")
- 1932: Boriana ("Боряна")
- 1934: Moșia de lângă hotar ("Чифликът край границата")
- 1936: Dacă puteau să vorbească ("Ако можеха да говорят").